# Gábor Pintér
Gábor Pintér (Kunszentmárton, 9 de março de 1964) é um diplomata e prelado magiar da Igreja Católica pertencente ao serviço diplomático da Santa Sé.

## Biografia
Foi ordenado padre em 11 de junho de 1988, sendo incardinado na diocese de Vác. Possui formação em teologia.
Tendo entrado no serviço diplomático da Santa Sé em 1 de julho de 1996, trabalhou nas representações pontifícias no Haiti, na Bolívia, Suécia, França, Filipinas e Áustria.
É fluente, além do magiar nativo, em italiano, francês, inglês, alemão, russo, espanhol, sueco e crioulo haitiano.
Em 13 de maio de 2016, o Papa Francisco o nomeou núncio apostólico na Bielorrússia, recebendo a dignidade de arcebispo titular de Velebusdus. Recebeu a ordenação episcopal em 15 de julho seguinte, na Catedral de Vác, pelas mãos do Cardeal Secretário de Estado Pietro Parolin, coadjuvado pelo cardeal Péter Erdő, arcebispo de Esztergom-Budapeste e por Miklós Beer, bispo de Vác.
Em 12 de novembro de 2019, foi transferido para a nunciatura apostólica de Honduras.
Em 27 de julho de 2024, foi transferido para a nunciatura apostólica da Nova Zelândia. Em 29 de agosto do mesmo ano, foi nomeado também núncio apostólico para o Fiji. Foi nomeado como núncio apostólico em Palau, Vanuatu e na Micronésia em 14 de janeiro de 2025. Em 12 de abril de 2025, foi nomeado também núncio apostólico nas Ilhas Cook, Kiribati, Ilhas Marshall, Samoa e Nauru. Em 18 de junho de 2025, foi nomeado pelo Papa Leão XIV também como Delegado apostólico no Oceano Pacífico.